# Saint-Roman
Saint-Roman település Franciaországban, Drôme megyében. Lakosainak száma 231 fő (2022. január 1.). Saint-Roman Solaure en Diois, Barnave, Laval-d’Aix, Menglon, Montmaur-en-Diois és Châtillon-en-Diois községekkel határos.

## Népesség
A település népessége az elmúlt években az alábbi módon változott:
| Lakosok száma | 117  | 145  | 160  | 156  | 164  | 178  | 201  | 215  | 218  | 231  |
|               | 1968 | 1982 | 1990 | 2006 | 2013 | 2015 | 2017 | 2019 | 2020 | 2022 |